# Karl Nordström
Karl Fredrik Nordström (Stenkyrka, 11 de juliol de 1855 - Västra Götaland, 16 d'agost de 1923), va ser un pintor suec i un dels membres capdavanters de l'Associació d'Artistes Suecs, un grup d'oposició a la Reial Acadèmia Sueca de les Arts, el qual va presidir de 1896 fins a la seva dissolució dins 1920.

## Biografia
Nascut a l'illa de Tjörn a la Costa oest de Suècia, Nordström va estudiar a principskolan, l'escola preparatòria de l'Reial Acadèmia Sueca de les Arts a Estocolm i a l'escola de pintura privada d'Edvard Perséus, però mai va ser promogut a l'"escola Antiga" de l'Acadèmia i va haver de seguir pel seu compte. Va viatjar a París el1881, on va ser influït pels impressionistes. Va dedicar un parell d'anys en Grez-sur-Loing, lloc d'una colònia important d'artistes escandinaus, practicant la seva pintura pleinairista amb la forta llum solar francesa. El 1885, es va unir a un grup d'artistes joves que protestaven contra les polítiques i lideratge de l'Acadèmia, i va ser com va començar el 1886 la formalització d'un grup d'oposició anomenat "Associació d'Artistes Suecs" (Konstnärsförbundet, en suec), un procés que Nordström va liderar i va ser el seu president des de 1896 fins a la seva dissolució dins 1920.
El 1886, es va casar amb la xilògrafa i fotògrafa Tekla Lindeström a París. Més tard el mateix any, es va instal·lar a Tjörn, utilitzant tot allò què havia après a França sobre la llum i els colors per descriure el paisatge on hi havia crescut. L'estiu de 1889 el va passar a Visby.

Pintures
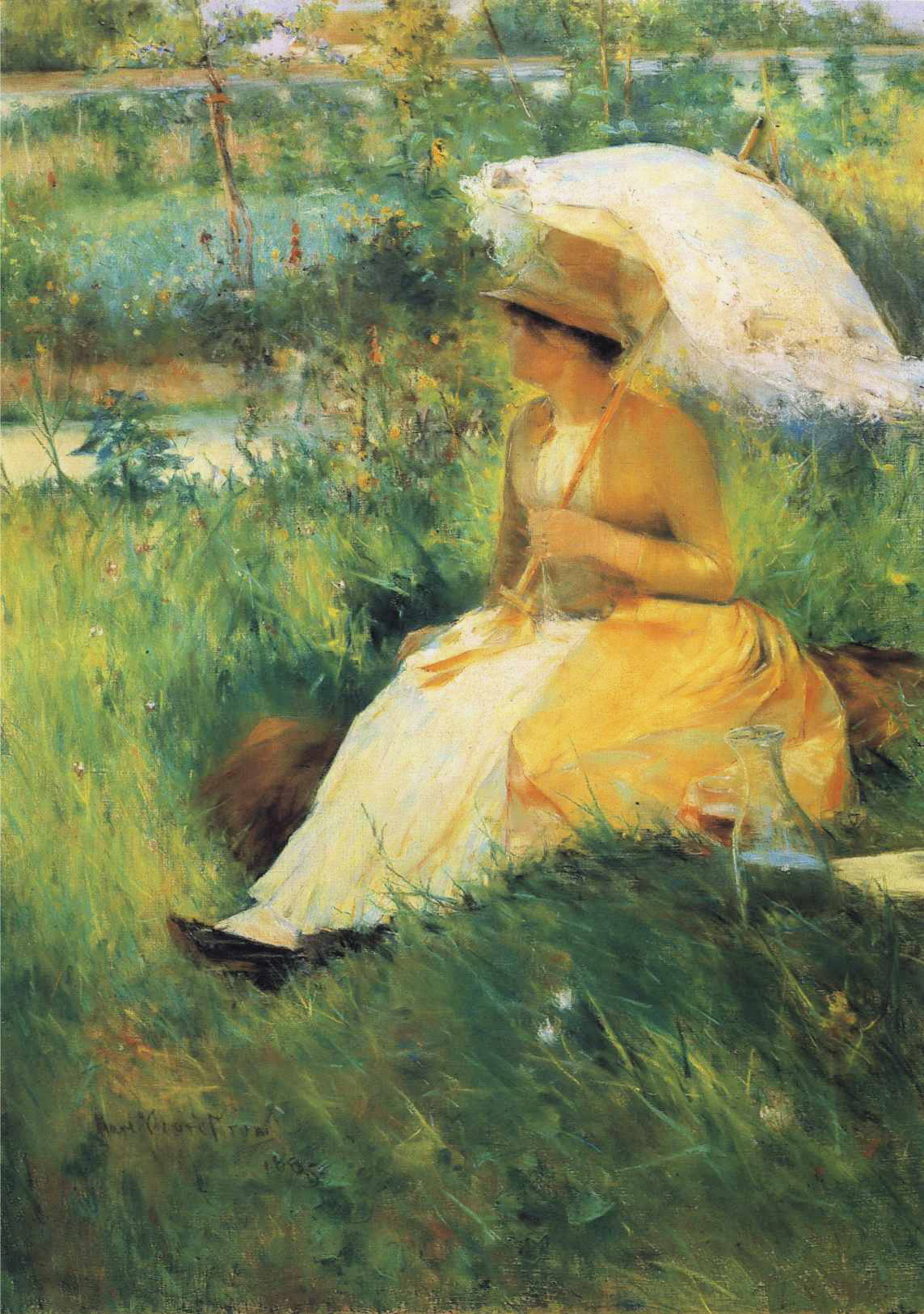
La meva esposa (1885)
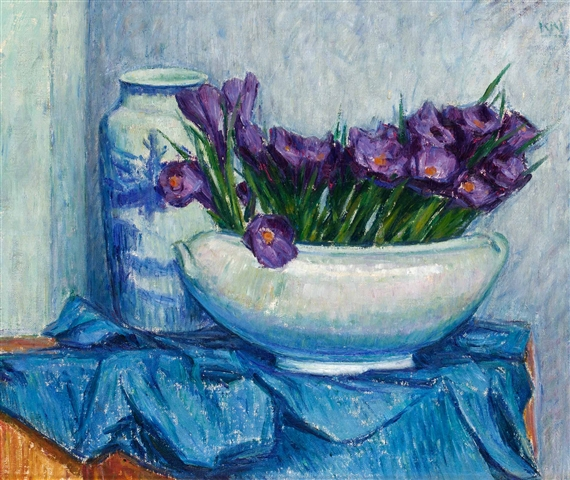
Crocus blaus
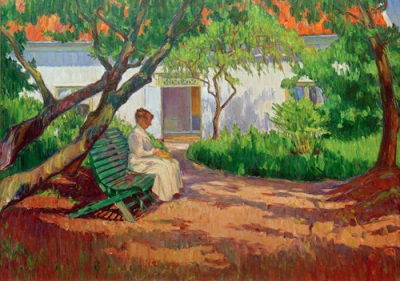
En el jardí

## Estil
Al voltant 1890, va passar del seu inicial impressionisme cap a un estil sintetista. La seva influència va venir de l'art japonès, que havia trobat a París, i de Gauguin, les pintures del qual les havia conegut per fotografies que li havia proporcionat Ivan Aguéli.
Un dels vells amics de Nordström del temps a l'Acadèmia i a l'escola Perséus, Nils Kreuger, hi havia viscut a la ciutat de Varberg des de 1888, i va convèncer Nordström per traslladar-se allà el 1892 on també es van reunir amb un altre dels seus amics, Richard Bergh, el 1893. Va renovar la seva relació amb l'obra de Gauguin a Copenhaguen el 1892, i, amb obres de Van Gogh, exhibides a Varberg el 1893. Els seus paisatges de Varberg i l'entorn de Halland van ser sovint representats per la càlida llum del sol de l'alba o el capvespre o la llum de les nits d'estiu nòrdics, un estil cada vegada més sintetista.

Paisatges
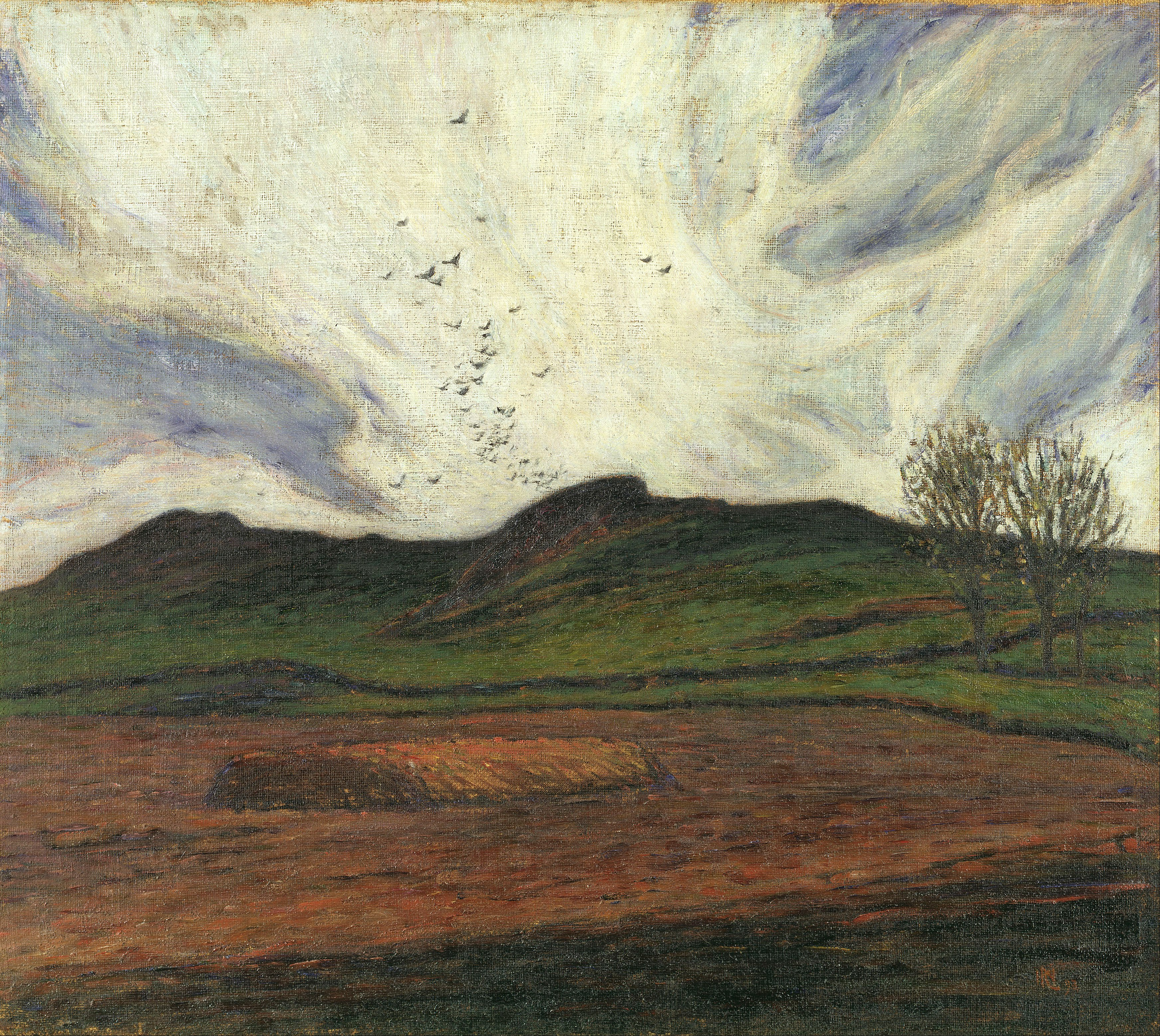
La tempesta que sorgeix
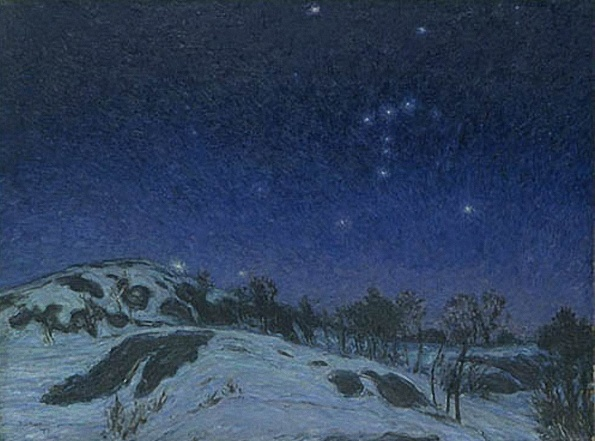
Nit d'hivern
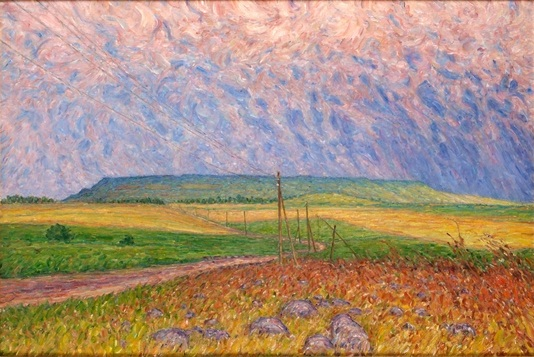
Alleberg
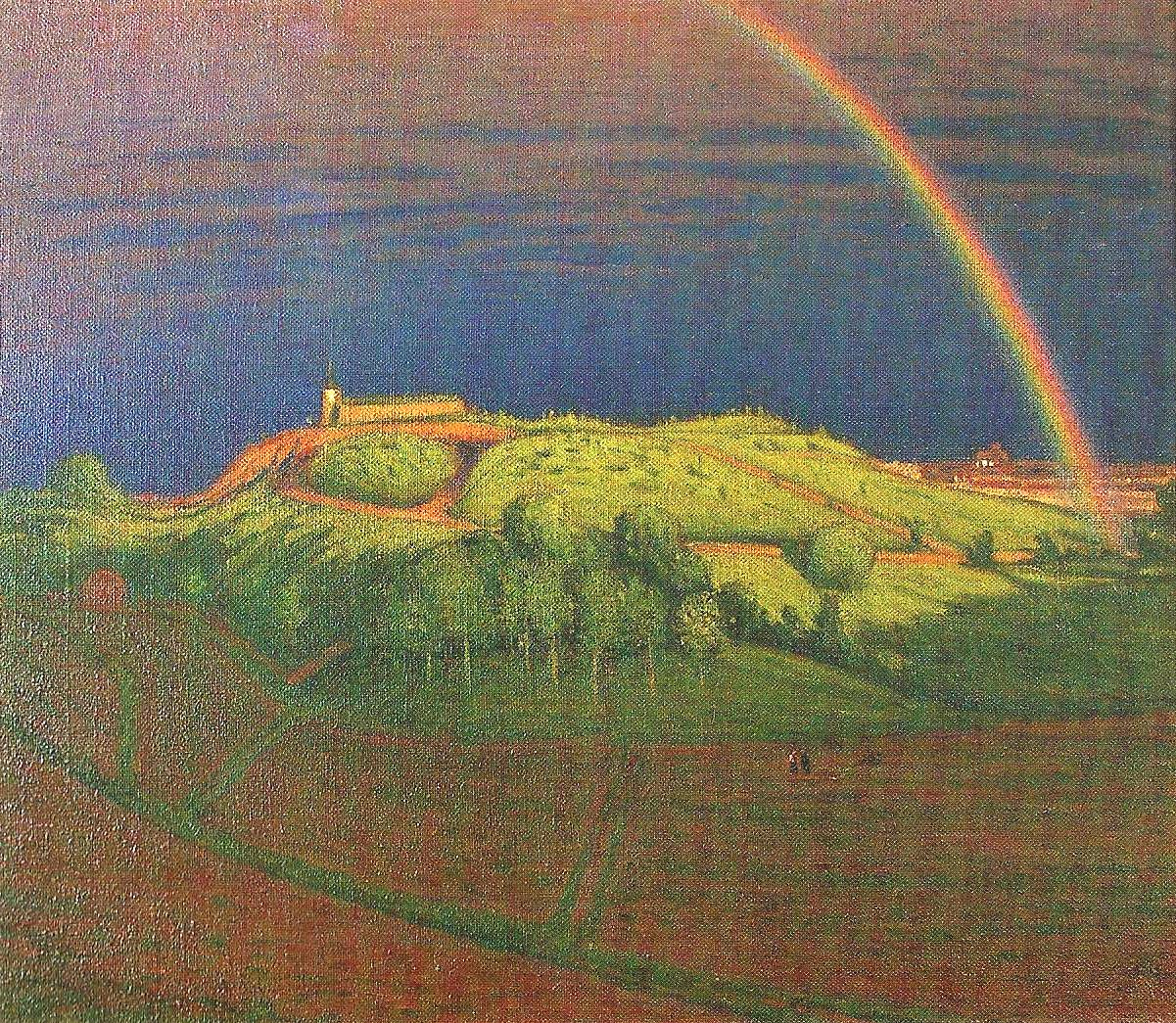
Regnbågen/L'Arc de Sant Martí
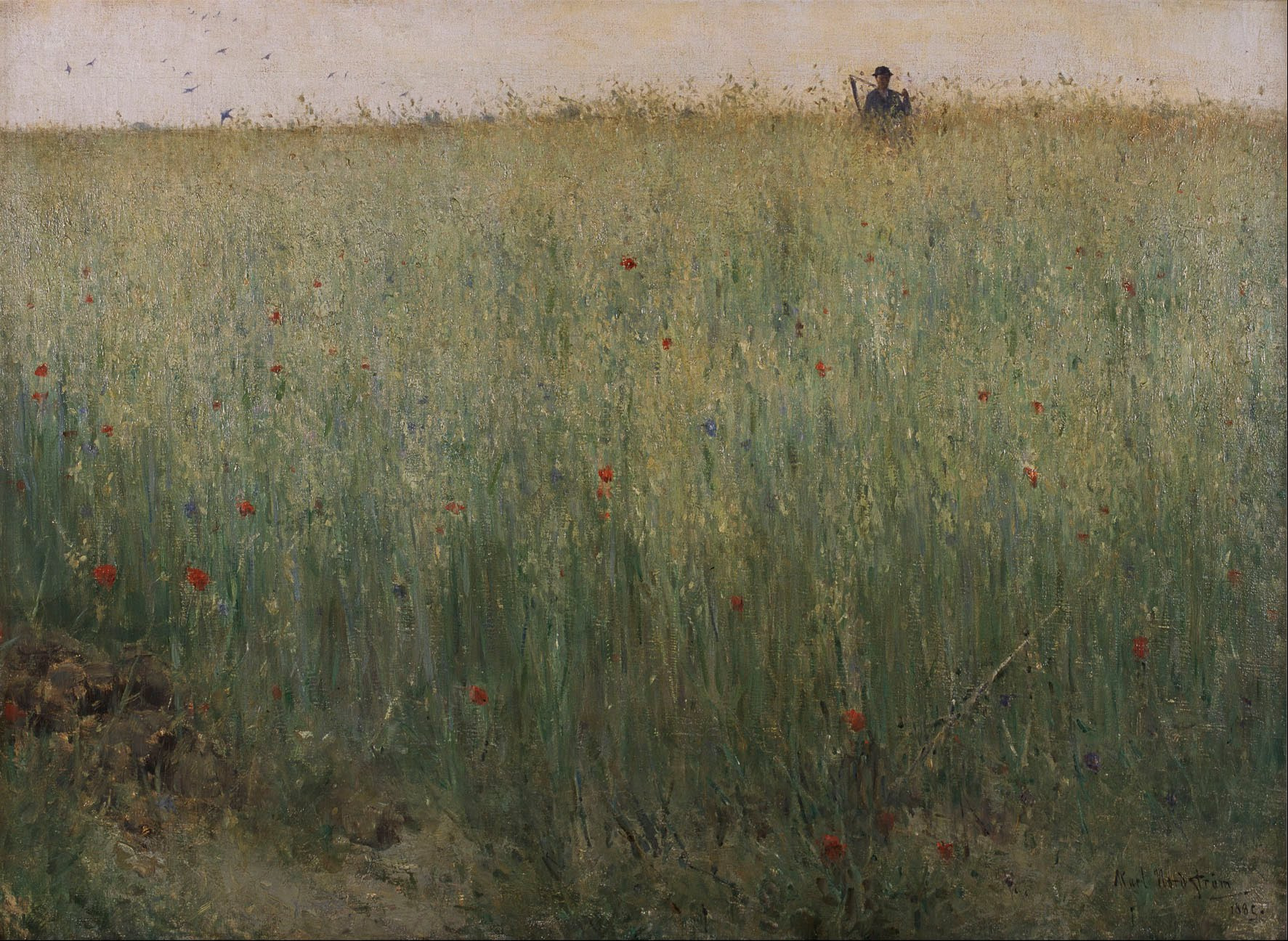
Camp de civada a Grez
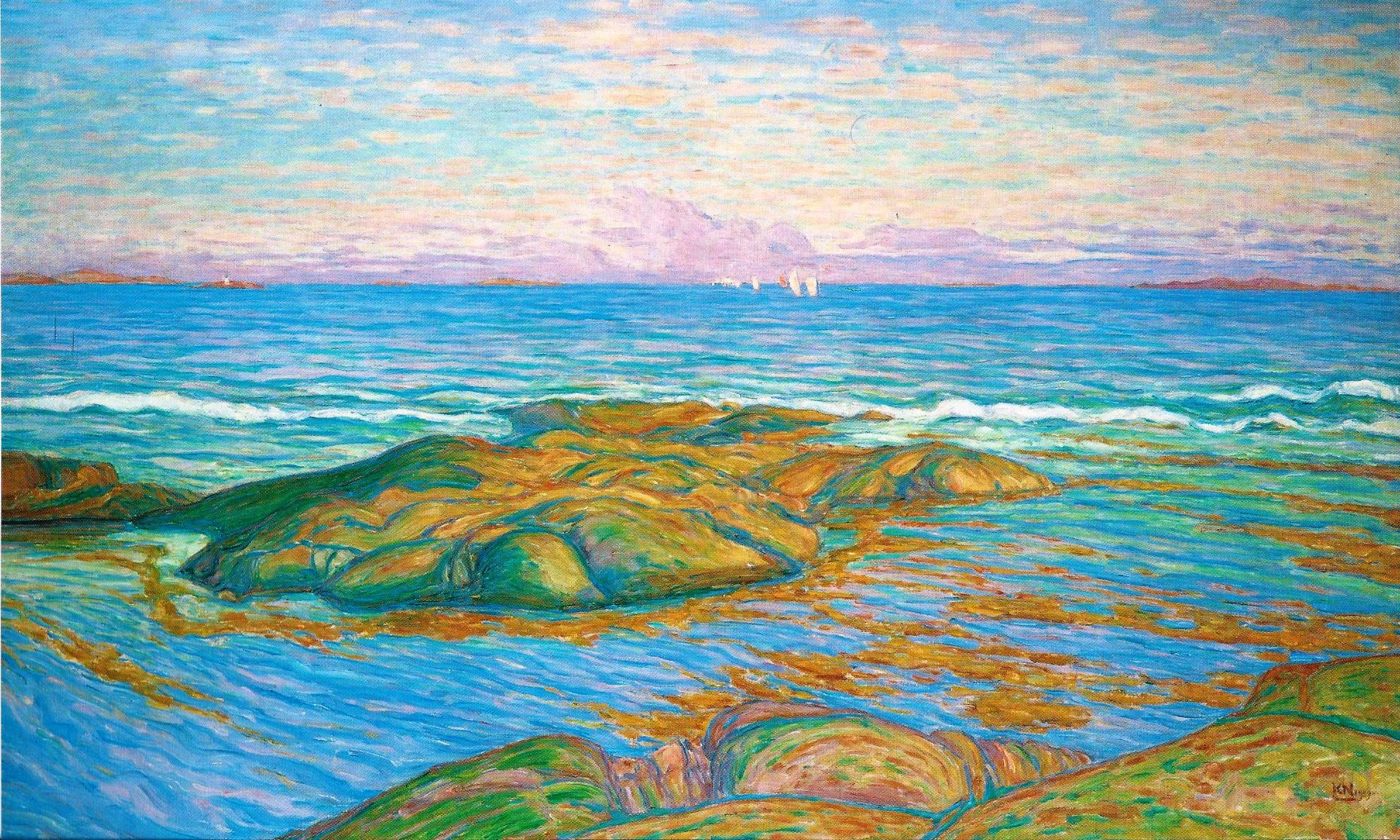
Skäret/El Skerry
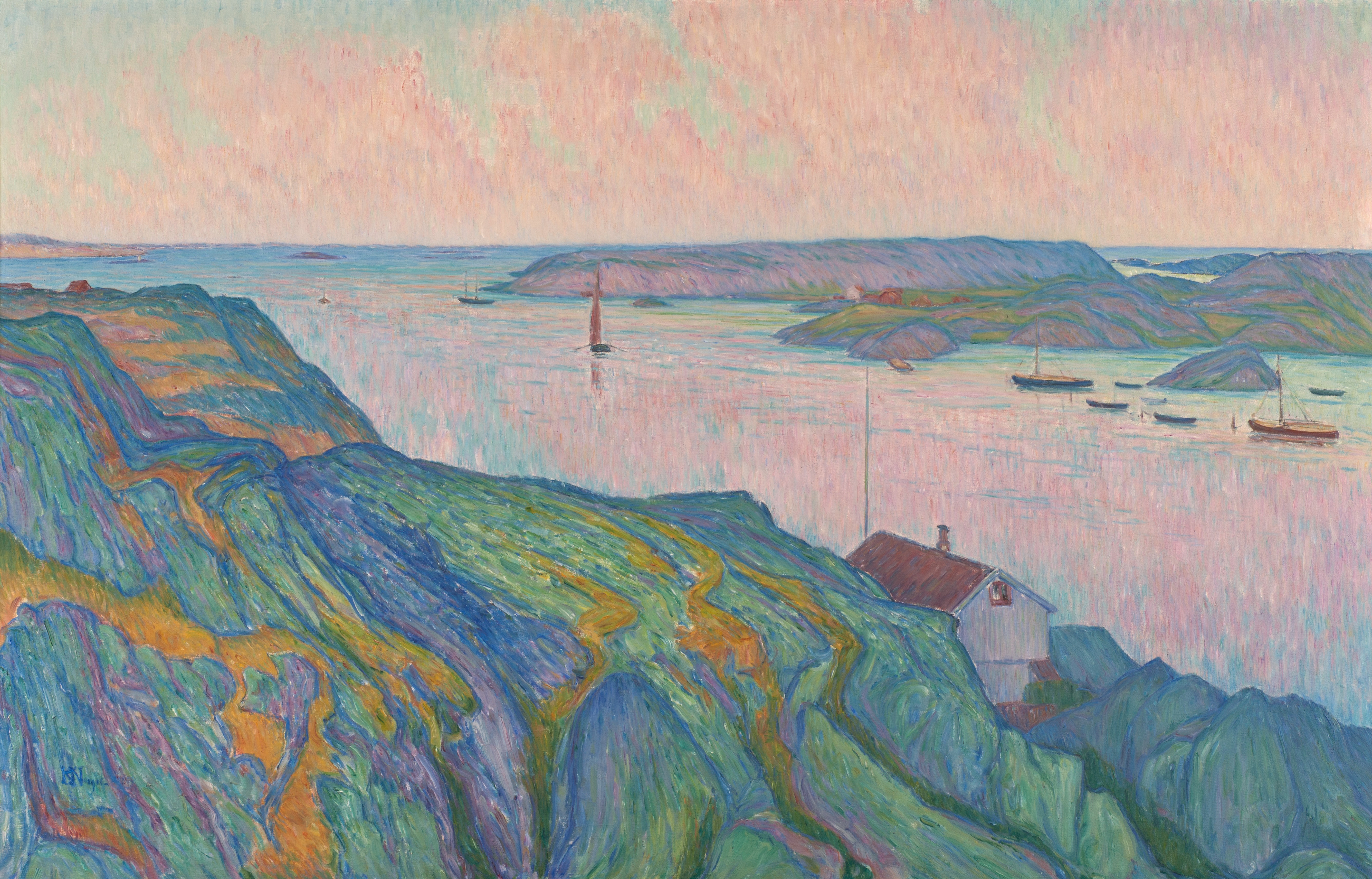
Kyrkesund